# 페루나무쥐
페루나무쥐 또는 페루갑옷나무쥐, 페루토로(Toromys rhipidurus)는 가시쥐과에 속하는 남아메리카 설치류의 일종이다. 페루 북동부와 에콰도르 인근 지역에서 발견되며, 아마존 우림에서 서식한다. 야행성 동물이고 나무 위에서 생활한다. 이전에는 갑옷나무쥐속으로 분류했지만 현재는 토로속으로 분류한다.